# Les Palanques
Les Palanques és una masia de l'Esquirol (Osona) inclosa a l'Inventari del Patrimoni Arquitectònic de Catalunya.

## Descripció
Masia de planta rectangular (12 x 10 m), coberta a dues vessants i amb el carener perpendicular a la façana, a migdia. Situada a peu de la carretera comarcal, consta de planta, pis i golfes. La façana principal presenta a la planta un portal rectangular central amb emmarcaments de carreus i llinda de roure, una finestra lateral amb emmarcaments de carreu i forjat, i una altra amb materials moderns. Al primer pis hi ha dues finestres, una amb llinda esculturada i ampit motllurat. A les golfes s'obren dues finestres modernes. La façana Est presenta tres finestres modernes amb forjat a la planta baixa i dues més al primer pis, amb emmarcaments de carreu i llinda esculturada. La façana Oest dona a la carretera i presenta una finestra i un portal al primer pis i una finestra a les golfes. La façana Nord té accés a un pati pel bestiar i presenta un portal a la planta baixa, al costat d'un cobert; al primer pis s'obren dues finestres amb emmarcaments de carreu i a les golfes hi ha una finestra amb emmarcaments de totxo.

## Història
Masia clàssica que antigament havia estat hostal a peu del Camí Ral de Vic a Olot. El nom sembla que provingui del pont proper a la casa, abans de la construcció del qual hi devia haver unes palanques per creuar el torrent. L'edifici actual és del segle xvi, amb modificacions. Les parets primitivament eren de tàpia. Joan de la Guàrdia l'esmenta diverses vegades en el seu Diari.